# Poligny (Aube)
Poligny ist eine französische Gemeinde mit 58 Einwohnern (Stand: 1. Januar 2022) im Département Aube in der Region Grand Est (vor 2016 Champagne-Ardenne). Sie gehört zum Arrondissement Troyes und zum Kanton Bar-sur-Seine. Die Einwohner werden Polignois genannt.

## Lage
Poligny liegt etwa 24 Kilometer ostsüdöstlich von Troyes.
Nachbargemeinden sind Marolles-lès-Bailly im Norden und Osten sowie Chauffour-lès-Bailly im Süden und Westen.

## Bevölkerungsentwicklung
| Jahr                      | 1962 | 1968 | 1975 | 1982 | 1990 | 1999 | 2006 | 2011 | 2016 |
| ------------------------- | ---- | ---- | ---- | ---- | ---- | ---- | ---- | ---- | ---- |
| Einwohner                 | 47   | 42   | 47   | 36   | 32   | 28   | 57   | 74   | 65   |
| Quelle: Cassini und INSEE |      |      |      |      |      |      |      |      |      |